# Ópera Estatal de Praga

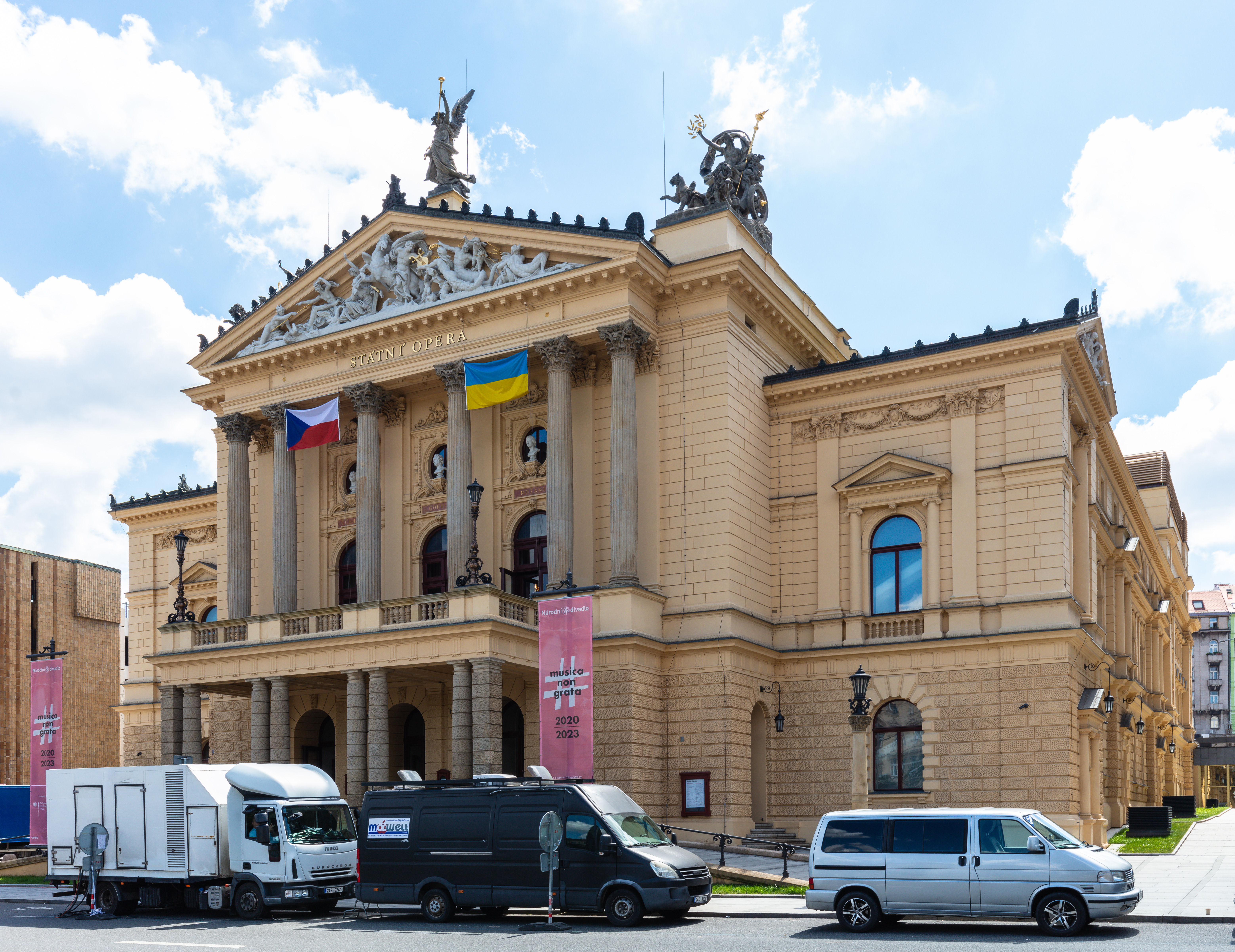
Vista externa

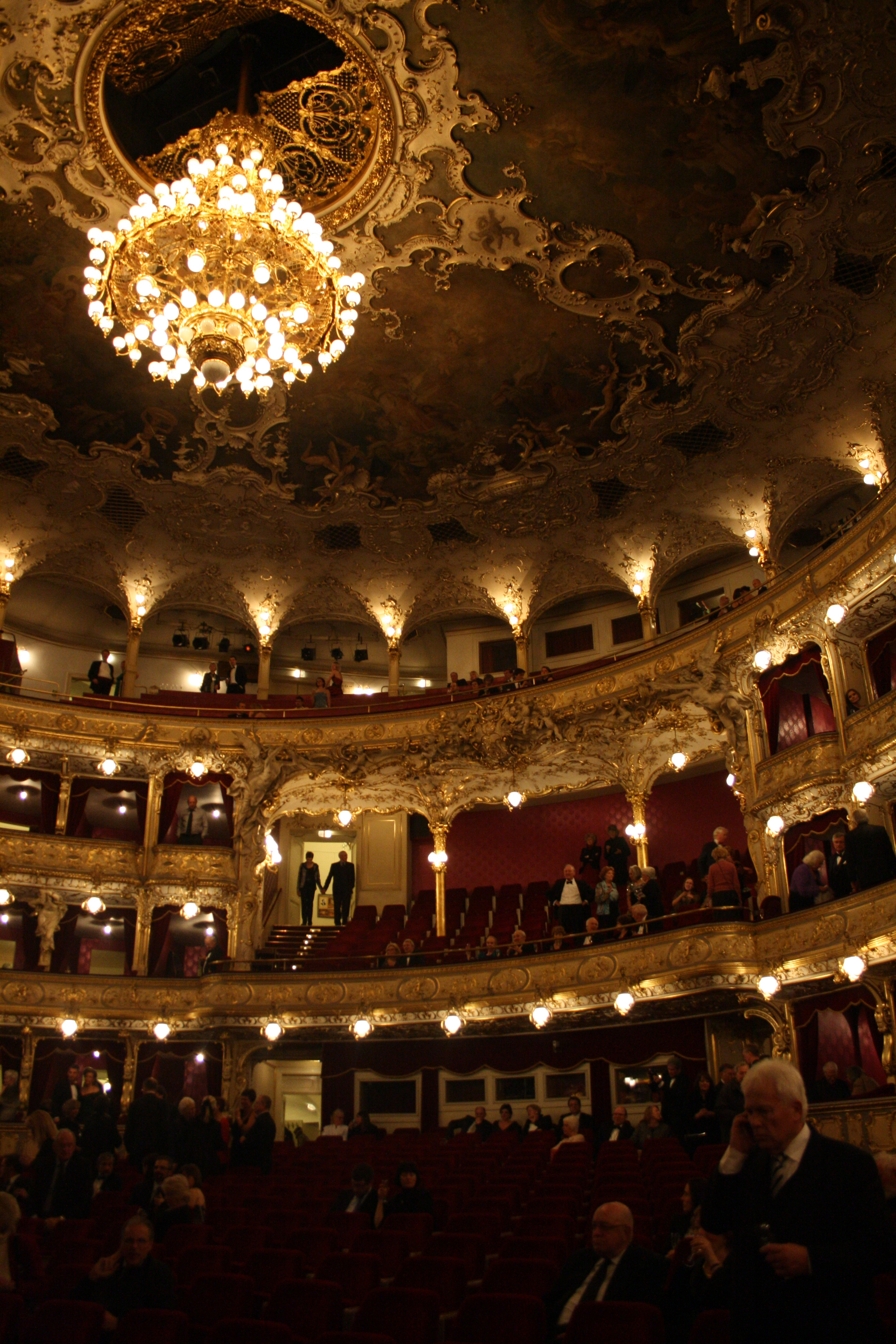
Vista interna

A Ópera Estatal de Praga (em checo: Státní Opera Praha) é uma companhia de ópera e balé de Praga, República Checa, e é uma das mais importantes companhias da Europa. Até 1945 essa foi nomeada de Teatro Alemão Novo, onde grandes nomes da música se apresentaram, como Gustav Mahler, Alexander Zemlinsky, Georg Széll, Richard Strauss, Enrico Caruso, Beniamino Gigli, Lilli Lehmann, Maria Jeritza, Leo Slezak entre outros.

## História
A história da companhia começou a ser escrita na segunda metade do século XIX. Nesse período as terraras do checos faziam parte do Império Austro-Húngaro. Em 4 de Fevereiro de 1883 o Deutscher Theatreverein foi fundado com o objetivo de angariar fundos. Os planos foram elaborados pela empresa vienense Fellner & Helmer, com a colaboração de Karl Hasenauer.
As apresentações tiveram início dia 5 de Janeiro de 1888 com a ópera Die Meistersinger von Nürnberg de Richard Strauss. O primeiro diretor foi Angelo Neumann, que trouxe ilustres músicos e elevou os padrões artísticos, fazendo a companhia ficar conhecida internacionalmente. Os sucessores de Neumann foram Heinrich Teweles, Leopold Kramer, Robert Volkner e Paul Eger.
Durante a Segunda Guerra Mundial, o teatro serviu como um refúgio para os artistas alemães. Nessa fase, passaram pela companhia, célebres músicos como Alexander Zemlinsky, Georg Széll, Erich Kleiber, Otto Klemperer, Hans Hotter, Kurt Baum, e de convidados, por exemplo Nellie Melba, Enrico Caruso, Emma Calvé, Lilli Lehmann, Selma Kurz, Maria Jeritza, e Leo Slezak para citar apenas alguns.
O Estado da Checoslováquia manifestou interesse no edifício. Mas a ocupação nazista da Tchecoslováquia frustrou seus planos. Sob o novo título de Ópera Alemã (Deutsches Opernhaus), o teatro serviu para montagens políticas do Partido Nazista. Uma mudança radical ocorreu em Maio de 1945. Um grupo de artistas checos, liderados por Alois Hába, Václav Kašlík e Antonín Kurš fundaram ali o Teatro da Quinta de Maio. A primeira performance operística foi de Brandenburgers de Bedrich Smetana, no dia 4 de Setembro de 1945.
Em Novembro de 1949 o prédio foi rebatizado para Teatro Smetana. Nesse período foram produzidos grandes obras do repertório mundial em questões de ópera e balé. Graças a extensa diversidade de repertório, o Teatro Smetana viu grandes personagens do mundo clássico apresentar-se ali. O ponto mais alto foi uma série de seis concertos executados no Teatro Bolshoi de Moscou (de 23 à 28 de Maio de 1973) e uma visita a Ópera Estatal de Viena com duas performances de Ariadne auf Naxos (Richard Strauss) conduzidas por Karl Böhm, com Edita Gruberova no elenco.
Após a Revolução de Veludo, em Novembro de 1989, os esforços para recuperar a independência do teatro foram coroadas com êxito dia 1º de Abril de 1989, com a criação da Ópera Estatal de Praga. Karel Drgáč tornou-se o primeiro diretor. Ele aumentou o repertório. Seu sucessor, Daniel Dvorak, continuou as tendências de Karel. Ele compreendeu que a companhia precisava ser incorporada ao contexto europeu. Durante seu mandato, Praga teve a oportunidade de experimentar o número sem precedentes de estreias mundiais.